# Casa-museo de Galaktion y Tiziano Tabidze
La Casa-museo de Galaktion y Tiziano Tabidze ( en idioma georgiano: და ტიციან ტაბიძეების სახლ-მუზეუმი ) es un museo en el pueblo de Chkvishi del distrito de Vani en Georgia.
El 29 de mayo de 2019, el Museo de la Casa Galaktion y Tiziano Tabidze recibió la categoría de Monumentos culturales inamovibles de importancia nacional de Georgia.

## Localización
El museo se encuentra en un terreno de 3 hectáreas. Con 450 m² de exposición permanente, exposiciones periódicas en una sala de 30 m², un depósito 30 m² y una sala de conferencias. Fue fundado en 1966, y su inauguración tuvo lugar en 1983.

## Exposiciones
El museo tiene dos edificios para exhibición y las casas históricas de los poetas georgianos, nativos de este pueblo, Galaktion (1892-1959) y Tiziano Tabidze (1895-1937).
Alberga objetos conmemorativos tanto de Galaktion como de Tiziano Tabidze, libros antiguos impresos de la biblioteca del padre de Galaktion, cerámica, muestras de bordados, obras de artistas y escultores georgianos.
Además, el museo tiene exhibiciones sobre los temas «Galaktion y Titiani», «Zar-poeta», «Nací en abril», «Ensayos sobre Galaktion», «Tiziano y Boris Pasternak».